# Manlio
Manlio  è un nome proprio di persona italiano maschile.

## Varianti
- Maschile: Manilo
- Femminile: Manila

## Origine e diffusione
È un nome di origine latina. Deriva dal nome gentilizio Manlius, variante Manilius a sua volta derivante da Manius, tratto da mane cioè "mattina", e lo si imponeva ai bambini nati di buon mattino. Secondo altre interpretazioni potrebbe derivare invece da manus, che significa "buono", da cui anche il nome dei Mani, le anime dei defunti che proteggevano la famiglia.

## Onomastico
L'onomastico viene festeggiato il 23 ottobre in ricordo di san Boezio, il cui nome completo era Anicio Manlio Torquato Severino Boezio.

## Persone
- Manlio Boezio, politico romano

Manlio Quarantelli

- Manlio Bacigalupo, allenatore di calcio e calciatore italiano
- Manlio Cancogni, scrittore e giornalista italiano
- Manlio Candrilli, militare italiano
- Manlio Dovì, attore italiano
- Manlio Garibaldi, militare italiano
- Manlio Masu, pittore italiano
- Manlio Morgagni, giornalista italiano
- Manlio Quarantelli, aviatore italiano
- Manlio Rho, pittore italiano
- Manlio Rocchetti, truccatore italiano
- Manlio Rossi-Doria, economista, politico e accademico italiano
- Manlio Scopigno, allenatore di calcio e calciatore italiano
- Manlio Sgalambro, filosofo, scrittore, poeta, paroliere e cantautore italiano
- Manlio Stabilini, cestista italiano
- Manlio Vinciguerra, scienziato italiano